# Roscoe, Minnesota
Roscoe är en ort i Stearns County i Minnesota. Vid 2020 års folkräkning hade Roscoe 130 invånare.